# Magia: commedia fantastica
(G. K. Chesterton, Magia: commedia fantastica, Atto II)
Magia: una commedia fantastica (Magic: A Fantastic Comedy) è un'opera teatrale di Gilbert Keith Chesterton pubblicata nel 1913.

## Trama

### Preludio
In un bosco, mentre cade una pioggia sottile, Patricia Carleon, giovane donna piuttosto fantasiosa, incontra l'Estraneo, un individuo incappucciato che dice di essere una creatura fatata. Egli le spiega che i folletti non sono gli esseri minuscoli di cui parlano le fiabe, ma al contrario «essi sono gli Spiriti Elementali, e ognuno di essi è grande più del mondo». Patricia domanda come mai egli sia allora di forma e taglia umana; l'Estraneo risponde di aver preso quell'aspetto perché intendeva parlare con una donna. Il preludio si chiude con Patricia che arretra terrorizzata, sembrandole che l'Estraneo stia diventando più alto mentre parla.

### Atto I
Il reverendo Cyril Smith e il dottor Grimthorpe si incontrano nel salotto del duca; entrambi desiderano portare il nobiluomo a schierarsi da una parte o dall'altra sulla questione dell'erezione di un nuovo pub. Hastings, segretario del duca, porta ad ognuno una busta con del denaro da parte del duca, che, dando prova della sua straordinaria "ampiezza di vedute", dona 50 sterline sia alla fazione favorevole alla costruzione sia a quella contraria. Il dottore esprime le sue preoccupazioni riguardo al fatto che Patricia, la pupilla del duca, esca di sera e dica di vedere creature fatate; in proposito il duca ha organizzato per la serata uno spettacolo di illusionismo, per conciliare la fantasia di Patricia e il razionalismo di Morris, altro pupillo e fratello di Patricia, che arriva dall'America. Entra in scena il duca che mostra le sue stravaganze, quindi entra Morris Carleon, che, con il suo temperamento focoso e impulsivo, si arrabbia perché si lascia che sua sorella frequenti un poco di buono. La diretta interessata entra in scena e spiega che l'Estraneo è un mago. Morris esce per catturarlo ma questo gli sfugge, presentandosi però subito dopo al richiamo da Patricia. Alle domande incalzanti getta il mantello, rivelandosi come l'illusionista chiamato dal duca. Patricia è profondamente urtata dalla scoperta della sua identità.

### Atto II
L'illusionista allestisce i suoi trucchi rimuginando. Entra Patricia ed egli tenta di scusarsi raccontandole vagamente della sua vita, ma resta molto titubante. Spiega di aver finto di essere un mago perché voleva vivere la sensazione di essere in una fiaba almeno una volta nella vita. Entra Morris che si mostra sfacciato ridicolizzando i trucchi dell'illusionista. Nel frattempo arrivano il dottore e il reverendo, che si uniscono alla discussione sull'esistenza o no dei miracoli e della magia. In un crescendo di tensione, l'illusionista genera sulla scena vari eventi apparentemente impossibili, ma sempre smontati come trucchi da Morris; finché la luce rossa della casa del dottore, visibile dalle finestre, non diventa blu. Morris, sconvolto dal non trovare una spiegazione razionale, corre fuori in un impeto di frenesia, e viene messo a letto poco dopo, quasi in condizioni di delirio. Nel frattempo il reverendo e il dottore discutono animatamente sull'agnosticismo, la sanità mentale e la religione. L'atto si chiude con il duca che compie varie insensatezze e il dottore che dichiara che forse è proprio il nobiluomo l'erede della pazzia di famiglia.

### Atto III
Più tardi nella serata, l'illusionista si prepara per andarsene, mentre le condizioni di Morris peggiorano, non riuscendo egli a venire a capo della questione. Dopo aver titubato a lungo, spronato dai vari personaggi, alla fine l'illusionista accetta di svelare loro la natura dell'ultimo trucco. Spiega: si è trattato di vera magia. Tutti sono perplessi. Patricia lo prega. Egli le rivela di amarla e di avere mentito per poter stare con lei; ella accetta di sposarlo. Egli racconta allora la storia della sua vita: in gioventù, tramite esperienze di spiritismo, era entrato in contatto con varie entità diaboliche che gli avevano garantito poteri sovrannaturali. Terrorizzato dalla crudeltà di questi esseri, non aveva mai fatto uso del suo potere: fino a quando, provocato da Morris, non aveva cambiato per magia il colore della lampada. Esce in giardino: quando rientra, ha in mente una spiegazione naturalistica al vero miracolo compiuto da lui stesso. Si rifiuta di rivelarla ai presenti e va a parlare con Morris. Il dramma si conclude felicemente con l'illusionista che fa per andarsene ma viene trattenuto da Patricia che conferma la volontà di sposarlo.

## Commento
Chesterton stesso, nel gennaio del 1914, contribuì a una raccolta di scritti sulla Dublin Review con un suo commento critico di Magia. Chesterton rileva alcune debolezze e commenta alcuni giudizi giunti dalla critica; tra questi, in particolare uno di G. S. Street, il quale non aveva potuto «non sentirsi deluso dall'illusionista, perché aveva sperato che si rivelasse essere il Demonio».